# Living My Life
Albums de Grace Jones
Nightclubbing
(1981) Slave to the Rhythm
(1985)
Singles
1. Nipple to the Bottle
Sortie : octobre 1982
2. The Apple Stretching
Sortie : octobre 1982
3. My Jamaican Guy
Sortie : 14 janvier 1983
4. Cry Now, Laugh Later
Sortie : janvier 1983
5. Unlimited Capacity for Love
Sortie : janvier 1983

Living My Life est le sixième album studio de la chanteuse jamaïcaine Grace Jones, sorti le 7 novembre 1982 chez Island Records. C'est le dernier des trois albums qu'elle a enregistrés aux studios Compass Point aux Bahamas.

## Titres
| 1. | My Jamaican Guy      | Grace Jones          | 6:00 |
| 2. | Nipple to the Bottle | - Sly Dunbar - Jones | 5:55 |
| 3. | The Apple Stretching | Melvin Van Peebles   | 7:08 |

| 4. | Everybody Hold Still        | - Barry Reynolds - Jones | 3:10 |
| 5. | Cry Now, Laugh Later        | - Jones - Reynolds       | 5:00 |
| 6. | Inspiration                 | - Jones - Reynolds       | 4:35 |
| 7. | Unlimited Capacity for Love | - Jones - Reynolds       | 5:45 |

## Crédits
Crédits adaptés du livret de Living My Life.
- Benji Armbrister – assistance technique
- Wally Badarou – claviers
- Chris Blackwell – production
- Michael Brauer – mixage (piste 6)
- Mikey Chung – guitare
- Sly Dunbar – batterie
- Jean-Paul Goude – conception, photographie de la pochette
- Grace Jones – vocals
- Rob O'Connor – conception
- Barry Reynolds – guitare
- Trevor Rogers – photographie
- Alex Sadkin – orgue, production, ingénieur du son, mixage (tracks 5 and 7)
- Robbie Shakespeare – basse
- Steven Stanley – ingénieur du son, mixage (pistes 1, 2, 3, 4)
- Uziah Thompson – percussion
- Ted Jensen au Sterling Sound, NYC - mastering

## Classements
| Classement (1982–83)                 | Meilleure position |
| ------------------------------------ | ------------------ |
| Allemagne de l'Ouest (Media Control) | 46                 |
| Australie (Kent Music Report)        | 34                 |
| États-Unis (Billboard 200)           | 86                 |
| États-Unis (Top R&B/Hip-Hop Albums)  | 19                 |
| Nouvelle-Zélande (RIANZ)             | 3                  |
| Norvège (VG-lista)                   | 13                 |
| Pays-Bas (Mega Album Top 100)        | 18                 |
| Suède (Sverigetopplistan)            | 7                  |
| Royaume-Uni (UK Albums Chart)        | 15                 |

| Classement (1983)       | Position |
| ----------------------- | -------- |
| Nouvelle-Zélande (RMNZ) | 7        |

### Certifications et ventes
| Région                                                                  | Certification | Ventes/Streams |
| ----------------------------------------------------------------------- | ------------- | -------------- |
| États-Unis                                                              | —             | 400 000        |
| Nouvelle-Zélande (RMNZ)                                                 | Platine       | 15 000^        |
| Yougoslavie                                                             | —             | 20 247         |
| ^Mise en rayon selon la certification xNon précisé par la certification |               |                |